# Culture de la Namibie

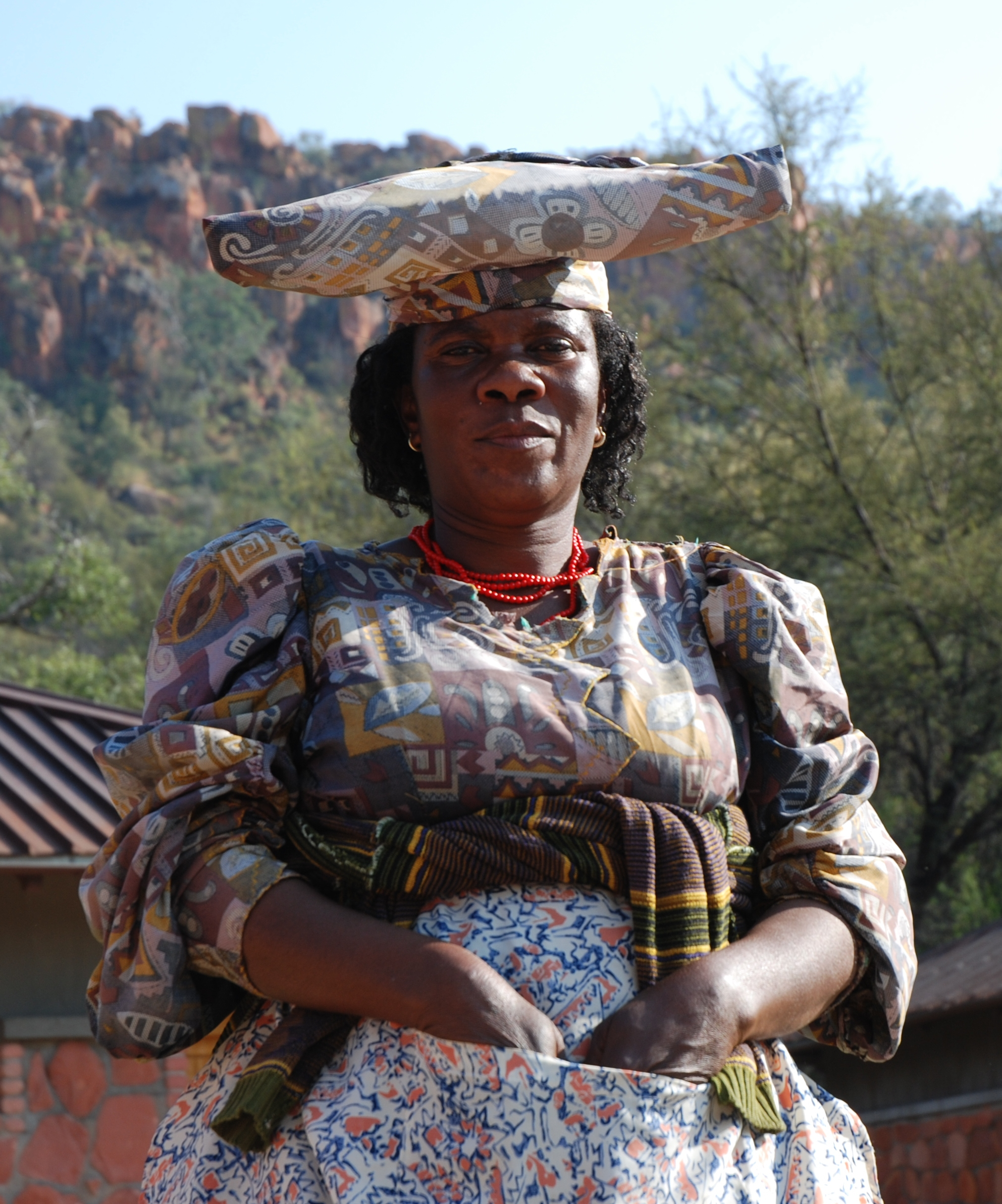
Femme héréro.

La culture de la Namibie, vaste pays d'Afrique australe, désigne d'abord les pratiques culturelles observables de ses 2,7 millions d'habitants en 2022 contre 0,5 en 1950.

## Langues et peuples

### Langues
- Langues en Namibie

La langue la plus parlée est l'Oshiwambo qui concerne 48 % des locuteurs namibiens (de langue maternelle). La langue khoïkhoï arrive deuxième avec 11 % des locuteurs à égalité avec la langue Afrikaans parlée par 11 % de la population. La langue kwangali est parlée par 10 % de la population.
Quoique l'anglais soit la langue officielle, il n'est parlé que par moins de 1 % de la population en langue maternelle, et 7 % parmi la population blanche, mais il est souvent mal parlé, malgré la scolarisation obligatoire (qui est cependant récente). La langue allemande est aussi présente sur le territoire, elle est parlée notamment par les descendants des colons germaniques (environ 30 000 personnes), par des germanophones expatriés et elle est aussi parlée en seconde langue par 45 000 Namibiens, surtout dans la région de Swakopmund. Le Küchendeutsch est un sabir allemand parlé par 15 000 personnes noires africaines. L'allemand est donc parlé, à des degrés divers, en Namibie, par au moins 100 000 personnes. La présence du portugais sur le sol namibien s'explique par la proximité du pays avec l'Angola.
La Namibie est un pays très hétérogène sur le plan linguistique. En effet, en plus de ces langues d'héritage européen, y coexistent huit langues et plus d'une vingtaine de dialectes principaux (silozi, otjihero, setswana, damara-nama, oshiwambo…).

### Peuples
- Groupes ethniques en Namibie
  - Ovambos (49 %), Kavangos (9 %), Basters et Métis (6,5 %), Blancs (7 %), Héréros (7 %), Namas (7 %), Damaras (7 %), Namas (5 %), Capriviens (4 %), ǃKung, Sans (3 %), Tswana, Himbas, Yeyi, diaspora chinoise...
- Démographie de la Namibie

## Traditions

### Religions
- Religions de Namibie, Religion en Namibie (en)
- Religions traditionnelles africaines, Animisme, Fétichisme, Esprit tutélaire, Mythologies africaines
- Religion en Afrique, Christianisme en Afrique, Islam en Afrique
- Islam radical en Afrique noire
- Anthropologie de la religion

La population est entre 80 et 90 % chrétienne. L'évangélisation débuta en Namibie quatre siècles après que le navigateur portugais Diogo Cão apporta en 1484 la première croix chrétienne à Cape Cross. Plus de 60 % des chrétiens sont protestants luthériens, situation en grande partie due à l'héritage de la colonisation allemande et à l'évangélisation conduite par la Société des missions du Rhin, mais aussi résultat des efforts des missionnaires finlandais implantés dans le nord de la Namibie, qui ont donné naissance à l'Église évangélique luthérienne en Namibie. Le reste des chrétiens est catholique, les protestants évangéliques étant plus récemment implantés.

#### Estimations 2022
- Christianisme en Namibie (en) (> 90 %)
  - Église catholique en Namibie (en) : en 2004, 246 000, soit 13,7 % (22 % selon d'autres estimations)
  - Église évangélique luthérienne en Namibie (ELCIN), anciennement Evangelical Lutheran Ovambo-Kavango Church (ELOC) : 772 398 en 2017
  - Église évangélique luthérienne en République de Namibie : 420 000
  - Église évangélique luthérienne germanophone en Namibie (GELC/DELK, 4 434 membres)
  - Anglicanisme (17 %)
  - Église néo-apostolique
  - Église adventiste du septième jour (4,4 %)
  - Église zioniste
  - Église de Jésus-Christ des saints des derniers jours (mormonisme)
- Religions traditionnelles africaines, Mukuru (dieu créateur)
- Judaïsme, Histoire des Juifs en Namibie
- Islam en Namibie (vers 5 000 adeptes)
- Bahaïsme (11 000 adeptes)

### Symboles
- Armoiries de la Namibie
- Drapeau de la Namibie
- Hymne national : Namibia, Land of the Brave
- Devise nationale : Unity, Liberty, Justice (Unité, Liberté, Justice)

## Société

### Éducation
- Éducation en Namibie (en)
- Catégorie:Université en Namibie

### État
- Histoire de la Namibie
- Politique en Namibie

### Droit
- Droit namibien
- Droits de l'homme en Namibie
- Syndicalisme en Namibie

## Cuisine

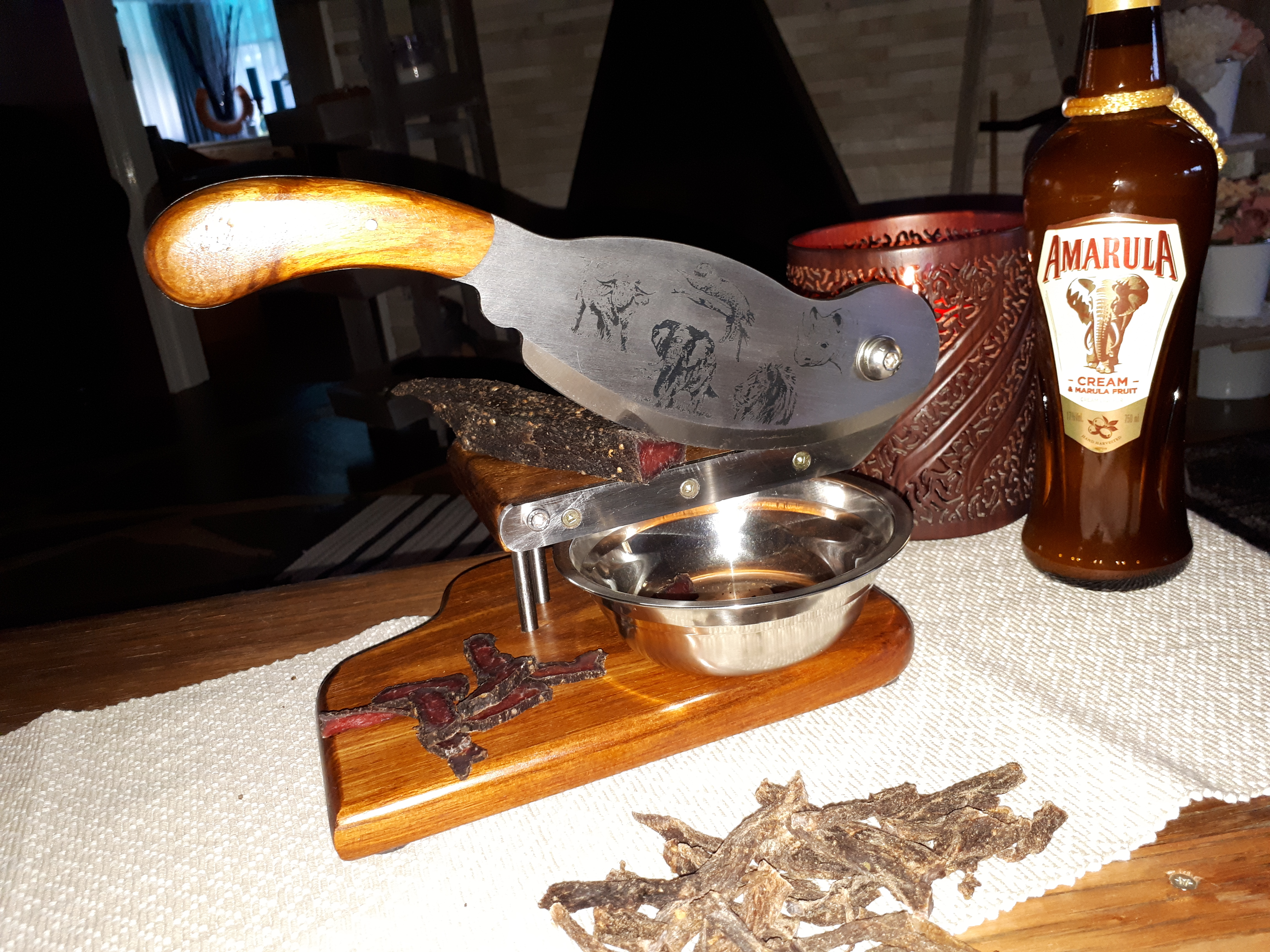
Deux classiques des soirées festives : Amarula et biltong.

- Cuisine namibienne
- Fruits du Marula
- Ver mopane

## Sports
- Sport en Namibie, Sport en Namibie (rubriques)
- Sportifs namibiens, Sportives namibiennes
- Namibie aux Jeux du Commonwealth
- Namibie aux Jeux olympiques (rubriques)

## Artisanat

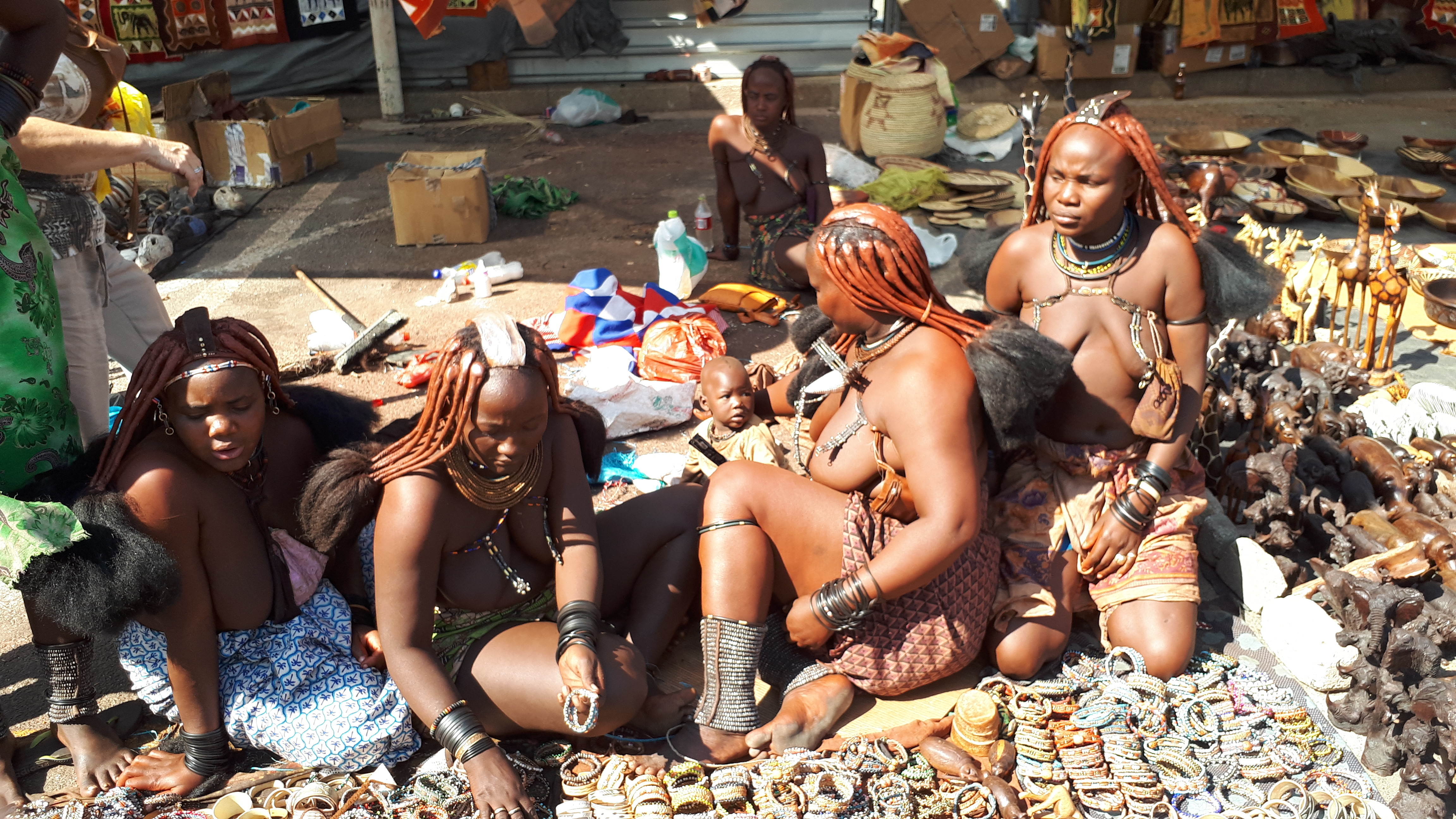
Femmes himba vendant leurs productions sur les trottoirs de la capitale.

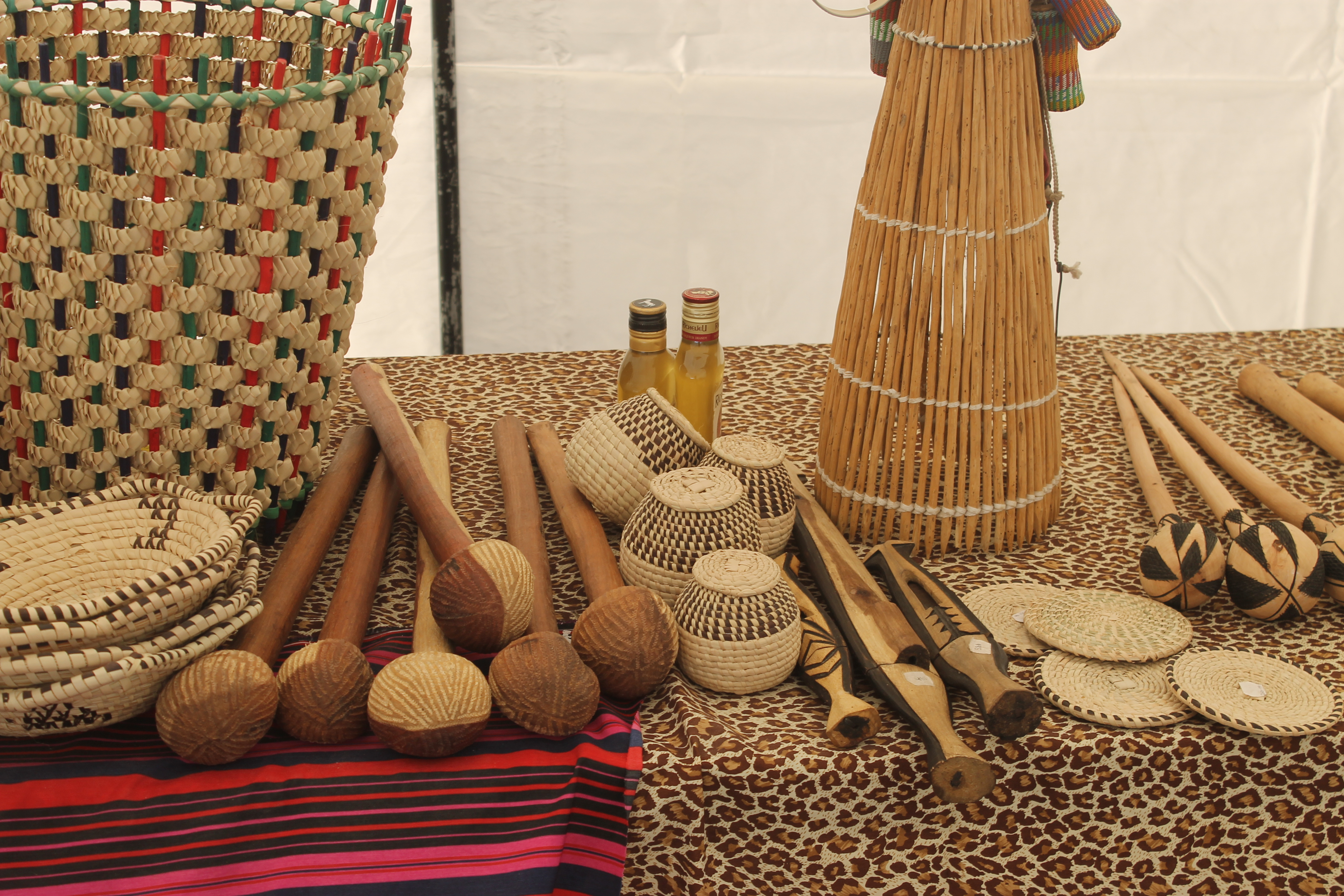
Artisanat ovambo.

L'artisanat est bien développé, accessible sur les marchés ou au Namibia Craft Centre : utilitaire et d'art, comme sculpture en bois, vannerie, objets en cuir d'autruche, œufs d'autruche peints, pierres (semi-)précieuses, bijoux.

## Médias
En 2016, le classement mondial sur la liberté de la presse établi chaque année par Reporters sans frontières, situe la Namibie au 17e rang sur 180 pays. L'autocensure est pratiquée au sein des médias d'État, mais les journalistes critiques trouvent refuge sur Internet.
- Télécommunications en Namibie (en)
- Internet[4]

## Littérature
Il ne semble pas exister encore de texte francophone accessible qui traite de la littérature en Namibie.
- Felsgraffiti (de) (2005, Gravures rupestres), revue du Centre Culturel Allemand de Namibie
- Écrivains de Namibie, Écrivains namibiens (en)
- Bibliothèques en Namibie

### Liste d'écrivains de Namibie
- Hendrik Witbooi (1825c-1905), chef de clan d'une tribu namas
- Hans Aschenborn (es) (1888-1931)
- Lisa Kuntze (de) (1909-2001)
- Hans Daniel Namuhuja (en) (1924-1998), poète
- Bryan O'Linn (en) (1927-2015)
- Sam Nujoma (1929-), Where Others Wavered (en) (2001)
- Cosmo Pieterse (en) (1930-), poète, dramaturge, vivant et travaillant en Afrique du Sud
- Hans Beukes (en) (1930?-)
- Helao Shityuwete (en) (1934-)
- Kosie Pretorius (en) (1935-)
- Mvula ya Nangolo (en) (1943-2019), journaliste, poète
- Dorian Haarhoff (en) (1944-), poète, universitaire
- Helmut Angula (de) (1945-)
- Joseph Diescho (1955-), politique, romancier
- Giselher W. Hoffmann (de) (1958-2016), romancier, en allemand
- Neshani Andreas (1964-2011), romancière, The Purple Violet of Oshaantu (2001)
- Anoeschka von Meck (1967-), journaliste et écrivain en afrikaans
- Alfredo Tjiurimo Hengari (en) (1974-)
- Peya Mushelenga (en) (1975-), politique, poète
- Rachel Valentina Nghiwete (1979-), The Exile Child  (ISBN 978-0578050447) (2010)[5]

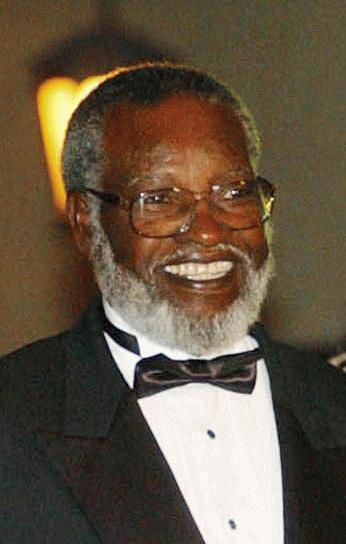
Sam Nujoma
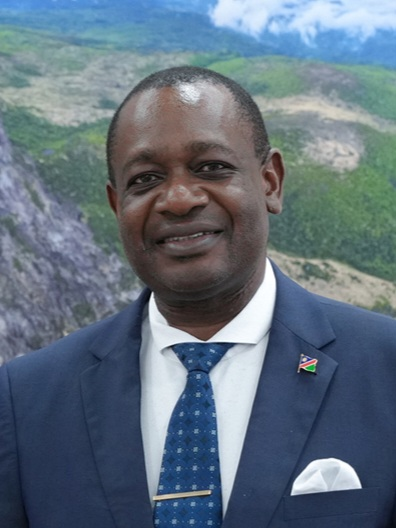
Peya Mushelenga

## Arts visuels et arts du spectacle
- Blythe Loutit
- John Muafangejo, linograveur
- Joseph Madisia, peintre
- Dörte Berner, sculpteur
- Petrus Amuthenu, dessinateur, graveur, peintre
- Ndasuunje Shikongeni, peintre, sculpteur, musicien
- Anita Steyn, peintre, céramiste

### Peinture
- Barbara Böhlke
- Paul Kiddo
- Nicky Marais

### Photographie
- Lukas Amakali
- Nicola Brandt
- Margaret Courtney-Clarke

### Musique
- Musique de Namibie (en)
  - traditionnelle : otjiherero, malgaisa, shambo, hikwa…
  - actuelle : reggae, afro-beat, rock-n-roll, disco-bubblegum, hip hop, R&B, afro-pop, kawaito, house, métal, électronique…
- Quelques noms : Elemotho G.R Mosimane

### Danse

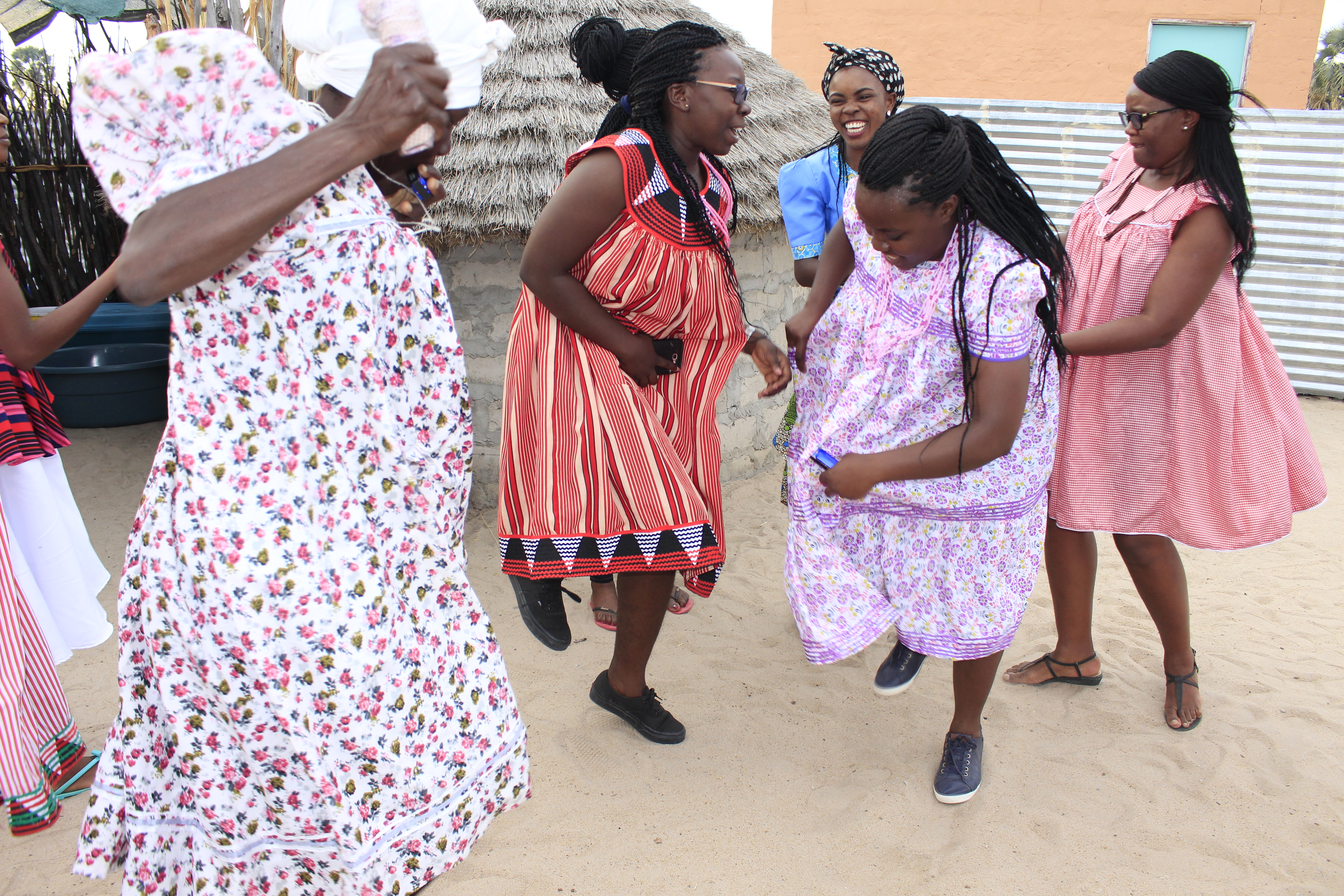
Invitées d'un mariage ovambo traditionnel.

### Cinéma
- Cinéma namibien

## Patrimoine
- Liste des monuments et sites historiques de Namibie
- National Heritage Council of Namibia (en)
- Heroes' Acre (mémorial des héros nationaux)

### Musées et autres institutions
- Liste de musées en Namibie

### Liste du Patrimoine mondial
Le programme Patrimoine mondial (UNESCO, 1971) a inscrit dans sa liste du Patrimoine mondial (au 12/01/2016) : Liste du patrimoine mondial en Namibie.

### Liste représentative du patrimoine culturel immatériel de l’humanité
Le programme Patrimoine culturel immatériel (UNESCO, 2003) a inscrit dans sa liste représentative du patrimoine culturel immatériel de l’humanité (au 15/01/2016) :
- 2015 : Le oshituthi shomagongo, festival des fruits du marula[6].

### Registre international Mémoire du monde
Le programme Mémoire du monde (UNESCO, 1992) a inscrit dans son registre international Mémoire du monde (au 15/01/2016) :
- 2005 : Les journaux épistolaires d'Hendrik Witbooi (1835-1905) (du colonialisme en 1884-1894)[7]

### Discographie
- Namibie : Bushmen et Himba, Buda musique, Adèsd, Paris, 1995
- Namibie : musique instrumentale : bushmen Ju'hoansi, Radio-France, Harmonia Mundi, 2003

### Filmographie
- (en) Série de films ethnographiques de John Kennedy Marshall (1932-2005) sur les Kung San (Khoïsan)
- (en) The Living knowledge archive : the foutain of stories, Namibia, film documentaire de Craig Matthew, Unesco, Paris, 2006, 103 min (DVD)